# Віцинський монастир
Віцинський монастир ЧСВВ — колишній монастир східного обряду Руської унійної та греко-католицької церков. Діяв у селі Віцин (Віцинь, нині Смереківка, Перемишлянський район, Львівщина).

## Відомості
За даними Людвіка Дзедзіцького (пол. Ludwik Dzedzicki), фундаторами монастиря були шляхтичі Собеські (село Віцинь входило до складу так званого «Поморянського ключа», яким володіли Собеські). Василіян у Віцинь запросив Ян ІІІ Собєський у 1695 році, а привілей видав Александер Собеський у 1703 році. Спочатку належав до Унівської архимандрії. У 1709 році Варлаам (Шептицький) записав для нього фундуш розміром 2000 злотих польських.

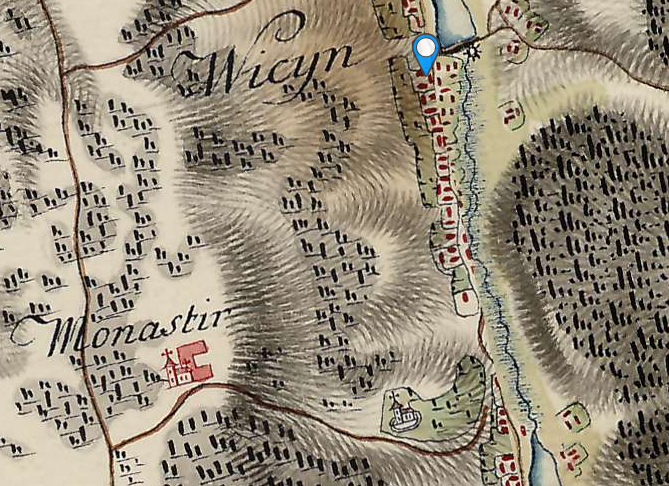
Василіянський монастир та Віцинь на австрійській мапі фон Міга 1780-х років

Після закриття монастиря в Литвинові до Віцинського перенесли чудотворну ікону Святого Онуфрія.
У 1701 році ігуменом монастиря, який підлягав Унівській лаврі, став Варлаам (Шептицький).
У 1759 році малярі-василіяни Памво Козаркевич і о. Самсон Скрипецький (1723—після 1786) продовжували роботу над іконостасом новозбудованої мурованої монастирської церкви у Віцині. У 1767 році о. Самсон Скрипецький малював в Уневі ікони для іконостасу монастирської церкви. Також для іконостасу церкви кілька ікон виконав Василь Петранович. Монастирська церква згоріла в 1846 році.
Руїни церкви ігумен Ганкевич продав мазурам на розбирання. Так на місці колишнього монастиря виникла польська колонія. Ще на початку ХХ ст. фільварок на цьому місці називали «Василіянами».